# TJ Družstevník Liptovská Štiavnica
TJ Družstevník Liptovská Štiavnica (celým názvem: Telovýchovná jednota Družstevník Liptovská Štiavnica) je slovenský fotbalový klub, který sídlí v obci Liptovská Štiavnica. Od sezóny 2015/16 působí ve třetí fotbalové lize, sk. Střed.
Své domácí zápasy odehrává na stadionu Liptovská Štiavnica s kapacitou 500 diváků.

## Umístění v jednotlivých sezonách
Stručný přehled
Zdroj: 
- 2010–2011: 3. liga SsFZ
- 2011–2014: 4. liga SsFZ
- 2014–2015: 4. liga SsFZ – sk. Sever
- 2015–: 3. liga – sk. Střed

Jednotlivé ročníky
Zdroj: 
Legenda: Z – zápasy, V – výhry, R – remízy, P – porážky, VG – vstřelené góly, OG – obdržené góly, +/− – rozdíl skóre, B – body, červené podbarvení – sestup, zelené podbarvení – postup, fialové podbarvení – reorganizace, změna skupiny či soutěže
| Slovensko (2010–) |                          |        |    |    |   |    |    |    |     |    |        |
| Sezóny            | Liga                     | Úroveň | Z  | V  | R | P  | VG | OG | +/− | B  | Pozice |
| 2010/11           | 3. liga SsFZ             | 4      | 30 | 14 | 9 | 7  | 53 | 38 | +15 | 51 | 4.     |
| 2011/12           | 4. liga SsFZ             | 4      | 30 | 11 | 7 | 12 | 61 | 47 | +14 | 40 | 10.    |
| 2012/13           | 4. liga SsFZ             | 4      | 30 | 11 | 5 | 14 | 48 | 43 | +5  | 38 | 9.     |
| 2013/14           | 4. liga SsFZ             | 4      | 30 | 11 | 6 | 13 | 36 | 37 | −1  | 39 | 12.    |
| 2014/15           | 4. liga SsFZ – sk. Sever | 4      | 26 | 18 | 6 | 2  | 78 | 21 | +57 | 60 | 1.     |
| 2015/16           | 3. liga – sk. Střed      | 3      | 30 | 11 | 6 | 13 | 47 | 52 | −6  | 39 | 9.     |
| 2016/17           | 3. liga – sk. Střed      | 3      | 28 | 9  | 5 | 14 | 43 | 61 | −18 | 32 | 12.    |
| 2017/18           | 3. liga – sk. Střed      | 3      | 30 |    |   |    |    |    |     |    |        |